# Nils Ferlin (album av Sven-Bertil Taube)
Nils Ferlin från 1961 är ett musikalbum av Sven-Bertil Taube där han sjunger tonsatta dikter av Nils Ferlin. Ulf Björlin är arrangör och dirigent.

## Låtlista
Samtliga texter är skrivna av Nils Ferlin, tonsättarna anges för varje sång.
1. En liten konstnär (Lille Bror Söderlundh) – 2:30
2. Den stora kometen (Lille Bror Söderlundh) – 3:04
3. Vilse (Lille Bror Söderlundh) – 1:43
4. Goggles (Olle Adolphson) – 0:53
5. Inte ens en grå liten fågel (Lille Bror Söderlundh) – 1:15
6. Får jag lämna några blommor (Lille Bror Söderlundh) – 2:06
7. På Arendorffs tid (Nils Ferlin) – 2:37
8. När Skönheten kom till byn (Lille Bror Söderlundh) – 2:23
9. En valsmelodi (Lille Bror Söderlundh) – 3:12
10. Stjärnorna kvittar det lika (Tor Bergner) – 1:49
11. På källaren Fimmelstången (Nils Ferlin/Ulf Björlin) – 3:19
12. Om våren (Olle Adolphson) – 1:03
13. Brådska (Erland von Koch) – 1:41
14. Pulex irritans (Människoloppa) (Lille Bror Söderlundh) – 0:44
15. Nasarevalsen (Josef Briné) – 2:09
16. Som ett ödehus (Ulf Björlin) – 1:05
17. Vid diktens port (Ulf Björlin) – 5:05

## Medverkande
- Sven-Bertil Taube – sång
- Ulf Björlin – dirigent